# Rosenak-Haus

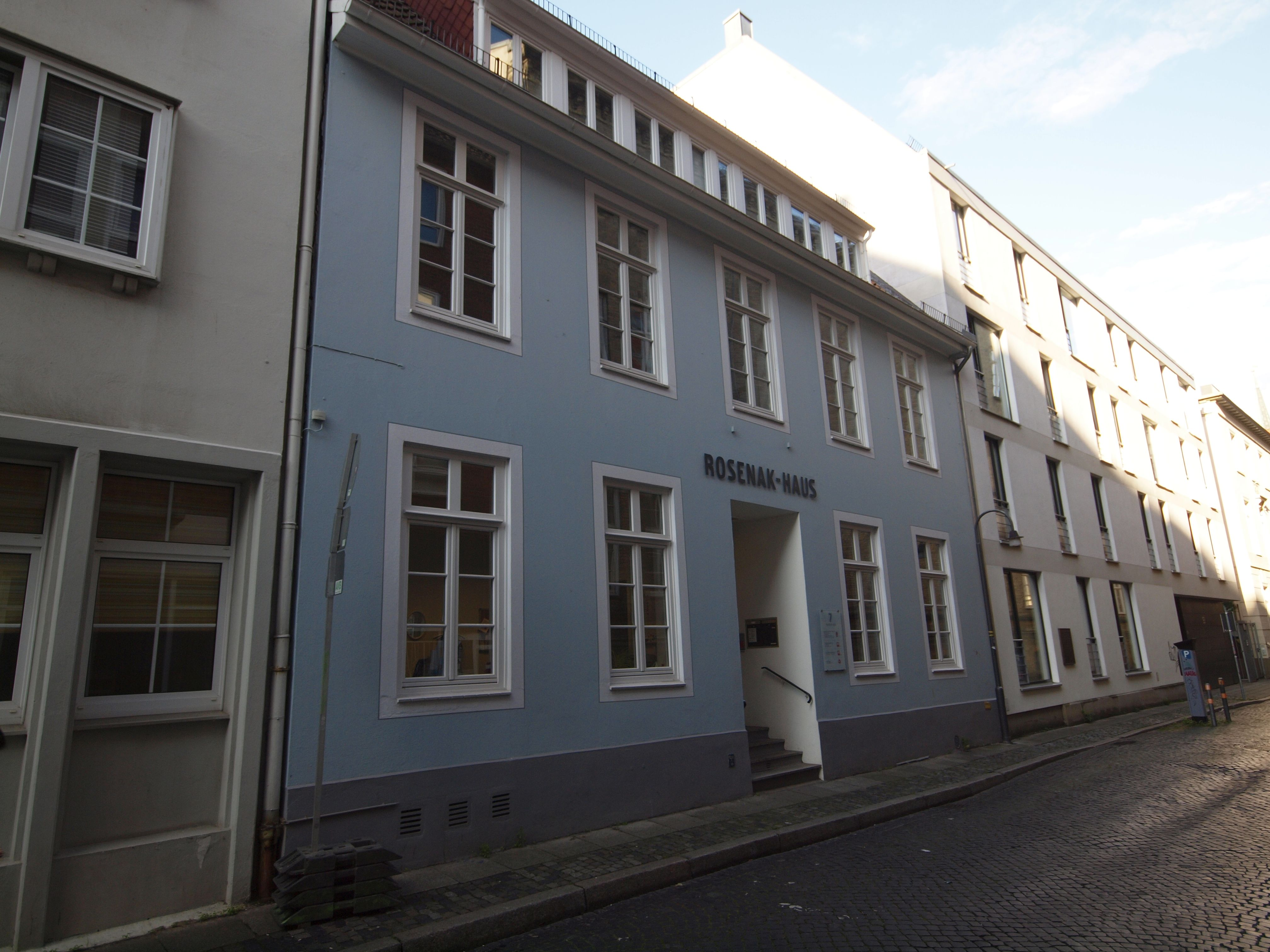
Rosenak-Haus, 2020

Das Rosenak-Haus ist ein Baudenkmal im Bremer Schnoorviertel. Es steht seit 1973 als „Haus Lea“ unter Denkmalschutz und erhielt seinen neuen Namen zu Ehren von Leopold Rosenak. Das Gebäude diente der jüdischen Gemeinde in Bremen, in der Leopold Rosenak als Rabbiner tätig war, von 1927 bis zur sogenannten Reichspogromnacht vom 9. auf den 10. November 1938 (von den Nationalsozialisten verharmlosend als „Reichskristallnacht“ bezeichnet) als Gemeindehaus sowie als „kleine Synagoge“ für den werktäglichen Gottesdienst.

## Geschichte des Gebäudes
Das Gebäude wurde um 1820 als Wohnhaus errichtet. Bereits seit 1876 befand sich im Nachbarhaus (Kolpingstr. 6 – damals Gartenstr. 6) die Synagoge der Israelitischen Gemeinde in Bremen. Im Jahr 1927 erweiterte diese ihr Gemeindezentrum um das Rosenak-Haus. Das Haus diente der Gemeinde fortan als Begegnungsstätte und beherbergte Lehrsäle, Klassenzimmer und Büros verschiedener Gemeindevereine.

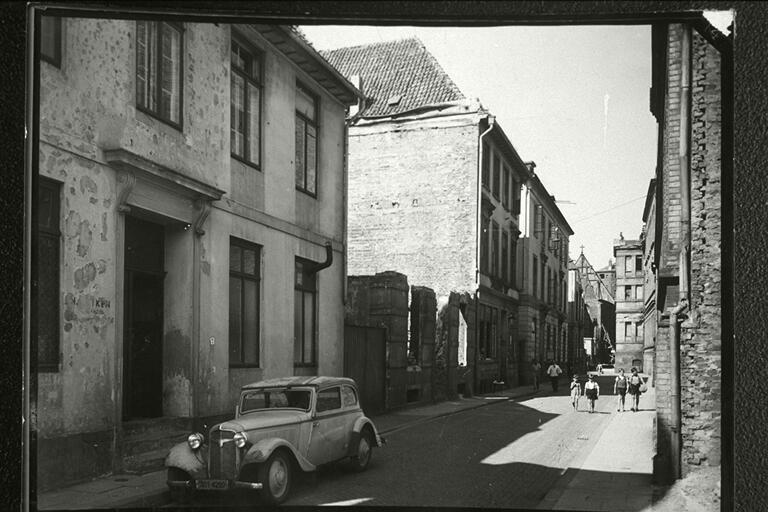
Gemeindehaus (Gartenstraße 7), heute Rosenak-Haus genannt, rechts daneben die Ruine der Synagoge (Haus Nr. 6), Ende der 1940er Jahre

Während der Novemberpogrome 1938 wurde der Synagogenkomplex in der Nacht vom 9. auf den 10. November 1938 durch SA-Männer geplündert und in Brand gesteckt. Die noch in Bremen verbliebenen Juden mussten von nun an Ausweichräumlichkeiten in der Kohlhökerstraße nutzen.
Das Gebäude wurde von Nachbarn aufgekauft, welche sich nach dem Krieg nach langen Verhandlungen bereit erklärten, das Gebäude an die Jüdische Gemeinde in Bremen zurückzugeben. Diese konnte das Rosenak-Haus aber wegen Geldmangels bis in die 1950er Jahre nicht renovieren und musste es letztendlich verkaufen. Ihr Umzug ins neue Gemeindezentrum mit Synagoge in Schwachhausen wurde vom Senat gefördert.
Erst bei den Umbauarbeiten 1959 durch Wilhelm Viehoff wurden die in den Kellerräumen befindlichen Restanlagen der „kleinen Synagoge“ wiederentdeckt. Diese wurde durch einen Neubau überbaut und werden seitdem als Erinnerungs- und Begegnungsstätte genutzt. Das restliche Gebäude wird derzeit durch die Caritas genutzt, die hier unter anderem Angebote zur Sozialberatung anbietet. Zudem setzt sich die katholische Hilfsorganisation für den Erhalt der jüdischen Gedenkstätte ein.